# Le cœur dispose
Pour plus de détails, voir Fiche technique et Distribution.
Le cœur dispose est un film français réalisé par Georges Lacombe et Raoul Ploquin, sorti en 1936.

## Synopsis
La secrétaire d'une riche châtelaine sauvera la fille de celle-ci, contre son gré, des griffes d'un baron peu scrupuleux.

## Fiche technique
- Titre : Le cœur dispose
- Réalisation : Georges Lacombe, Raoul Ploquin
- Assistants réalisateurs : Gilles Grangier, Max Pellet
- Scénario : Michel Arnaud, d'après la pièce de Francis de Croisset
- Dialogues : Michel Arnaud, René Pujol
- Photographie : Willy Winterstein
- Montage :
- Décor : Carl L. Kirmse
- Musique : Werner Bochmann sous le pseudonyme de Miguel Cortez
- Son :
- Production : Raoul Ploquin
- Directeur de production : Pierre Brauer
- Société de production : ACE - Alliance Cinématographique Européenne
- Société de distribution :  ACE - Alliance Cinématographique Européenne
- Pays de production :  France
- Langue : Français
- Lieu de tournage : Allemagne
- Format : Noir et blanc — 35 mm — 1,37:1 — Son : Mono
- Genre : Comédie
- Durée : 70 minutes
- Date de sortie : 
  - France : 15 mai 1936

## Distribution
- Raymond Rouleau : Robert Levaltier
- Renée Saint-Cyr : Hélène
- Marguerite Templey : Mme Miran-Charville
- Félix Oudart : M. Miran-Charvile
- Nicole Vattier : Lady Hamilton
- Gilles Grangier :
- Lucien Dayle : le parrain
- Jacques Dumesnil : le baron Houzier
- Gabriel Farguette : le petit garçon
- Christian-Gérard : le prétendant
- Jeanne Lion : la grand-mère
- Gaston Mauger :
- Robert Négrel :
- Pierre Palau : Parainneaux
- Charles Redgie :
- Robert Vattier : le prétendant